# Atletiek op de Paralympische Zomerspelen 2024 - 400 m mannen T12
De 400 meter voor mannen klasse T12 op de Paralympische Zomerspelen 2024 vond plaats van op 4 september (series) en 5 september (finale) in het Stade de France. Deze klasse is voor slechtziende atleten zullen over het algemeen enig restzicht hebben, het vermogen om de vorm van een hand op een afstand van 2 meter te herkennen en het vermogen om helder waar te nemen zal niet meer dan 2/60 zijn. T12 atleten mogen samen met een gids lopen. De winnaar van 2020 was Abdeslam Hili uit Marokko. Hij werd in 2024 opgevolgd door zijn Mouncef Bouja, de Amerikaan Noah Malone behaalde het zilver en Rouay Jebabli uit Tunesië won de bronzen medaille.

## Records
Voorafgaand aan het toernooi waren dit de wereldrecords en Paralympische records.
| Wereldrecord        | Turkije Serkan Yıldırım | 47.47 | Kobe  | 23 mei 2024      |
| Paralympisch record | Marokko Abdeslam Hili   | 47.59 | Tokio | 2 september 2021 |

## Series
De eerste drie van beide series kwalificeerden zich direct voor de finale. Van de overgebleven atleten kwalificeerden bovendien de twee snelsten zich voor de finale.

#### Serie 1
| Rang | Baan | Naam                | Naam | Tijd    | Bijz. |
| ---- | ---- | ------------------- | ---- | ------- | ----- |
| 1    | 7    | Mouncef Bouja       | MAR  | 48.98   | Q     |
| 2    | 5    | Kissanapong Tisuwan | THA  | 50.68   | SB    |
| 3    | 1    | Lassam Katongo      | ZAM  | 58.77   | SB    |
| 4    | 3    | Yamil Acosta        | COL  | 1:23:66 |       |

#### Serie 2
| Rang | Baan | Naam                   | Naam | Tijd  | Bijz. |
| ---- | ---- | ---------------------- | ---- | ----- | ----- |
| 1    | 3    | Rouay Jebabli          | TUN  | 48.82 | Q     |
| 2    | 7    | Oguz Akbulut           | TUR  | 50.04 | q     |
| 3    | 5    | Nguyen Khanh Minh Pham | VIE  | 51.28 | SB    |

#### Serie 3
| Rang | Baan | Naam                        | Naam | Tijd  | Bijz.  |
| ---- | ---- | --------------------------- | ---- | ----- | ------ |
| 1    | 7    | Noah Malone                 | USA  | 48.65 | Q, SB  |
| 2    | 3    | Marcos Vinicius de Oliveira | BRA  | 50.42 |        |
| –    | 5    | Abdeslam Hili               | MAR  | DSQ   | TR17.8 |

### Finale
| Rang   | Baan | Naam          | Naam | Tijd  | Bijz. |
| ------ | ---- | ------------- | ---- | ----- | ----- |
| Goud   | 7    | Mouncef Bouja | MAR  | 48.62 |       |
| Zilver | 3    | Noah Malone   | USA  | 49.35 |       |
| Brons  | 5    | Rouay Jebabli | TUN  | 49.56 |       |
| 4      | 1    | Oguz Akbulut  | TUR  | 50.68 |       |